# Heribert Klein
Heribert Klein (* 15. Februar 1957 in Hachenburg; † 9. Februar 2005 in Limburg an der Lahn) war ein deutscher Musikwissenschaftler, Organist, Journalist und Publizist.

## Leben
Klein stammte aus dem Westerwald. Er studierte Schul- und Kirchenmusik mit Schwerpunkt Orgel an der Musikhochschule Köln sowie Germanistik, Musikwissenschaft und Pädagogik an der Universität zu Köln. 1978/79 absolvierte er ein Orgel-Spezialstudium zu Frescobaldi-Interpretationen bei Ferruccio Vignanelli in Rom und wurde 1987 in Musikwissenschaft über Girolamo Frescobaldi zum Dr. phil. promoviert. 1982/83 war er Stipendiat des Deutschen Musikrates.
Klein arbeitete von 1987 bis Ende 2003 im Wirtschaftsressort der Frankfurter Allgemeinen Zeitung bzw. für das FAZ-Magazin, wo er zahlreiche internationale Persönlichkeiten aus Wirtschaft und Politik interviewte und porträtierte. 2003/04 war er verantwortlicher Redakteur das ThyssenKrupp Magazins.
Er schrieb mehrere Bücher, unter anderem über den Jesuitenpater Oswald von Nell-Breuning und das Werk Die Zeichen unserer Zeit zusammen mit dem ehemaligen Tagesthemen-Moderator Ulrich Wickert.
Neben seiner hauptberuflichen Tätigkeit als Journalist war er Organist in der Pfarr- und Pallottinerkirche St. Marien, wo er auch die Konzertreihe Orgel Plus und die Vortragsreihe Zeitzeichen ins Leben rief und förderte. Außerdem war er als Organist am Hohen Dom zu Limburg und zuletzt an der Woehl-Orgel der katholischen Pfarrkirche St. Lubentius in Dietkirchen tätig. Gegen Ende der 1970er Jahre gab er im Rahmen seines Studiums in Rom der Öffentlichkeit zahlreiche Orgelkonzerte, u. a. in einer Kapelle im Vatikan, bei denen er u. a. Werke von Johann Sebastian Bach und Claude Debussy eindrucksvoll interpretierte.
Heribert Klein war verheiratet und Vater von drei Kindern. Er starb am 9. Februar 2005,  6 Tage vor seinem 48. Geburtstag an einer schweren Krankheit in Limburg.

## Auszeichnungen
- 1992: Herbert Quandt Medien-Preis

## Veröffentlichungen
- (Hrsg.): Oswald von Nell-Breuning. Unbeugsam für den Menschen. Lebensbild. Begegnungen. Texte. Herder-Verlag, Freiburg i. Br. 1989, ISBN 3-451-21483-0.
- Die Toccaten Girolamo Frescobaldis (= Schott-Musikwissenschaft). Schott, Mainz u. a. 1989, ISBN 3-7957-1852-X.
- Spuren in die Zukunft. Illustration von Christoph Blumrich. In Zusammenarbeit mit der Heitkamp Unternehmensgruppe, Piper, München u. a. 1993, ISBN 3-492-03556-6.
- (Hrsg.): Chips statt Grips? Wege ins 21. Jahrhundert (= Fischer. 12659). Fischer-Taschenbuch-Verlag, Frankfurt a. M. 1995, ISBN 3-596-12659-2.
- Könner in Karos: Das Anti-Nietenbuch. Kölner Universitätsverlag, Köln 1995, ISBN 3-87427-058-0.
- Operation Amerika. Hoechst in den USA. Piper, München 1996, ISBN 3-492-03884-0.
- Deutsche Schicksale: Auf der Suche nach der Identität eines Volkes. Illustration von Hans Hillmann, Unverkäufliche Ausgabe, Heitkamp-Ed., Herne 1998.
- mit Klaus Niemöller (Hrsg.): Kirchenmusik in Geschichte und Gegenwart: Festschrift Hans Schmidt zum 65. Geburtstag. Dohr, Köln 1998, ISBN 3-925366-62-8.
- Von der Illusion und ihrer Wirklichkeit: 25 Jahre Europa-Park. Mit Fotos von Lisa Farkas, Europa-Park, Rust 2000.
- Zahlreiche Orgelaufnahmen auf diversen CDs